# 617 Патрокло
617 Патрокло (енгл. 617 Patroclus) је Јупитеров тројански астероид. Приближан пречник астероида је 140,92 ,
а средња удаљеност астероида од Сунца износи 5,221 астрономских јединица (АЈ).
Инклинација (нагиб) орбите у односу на раван еклиптике је 22,049 степени, а орбитални период износи 4358,175 дана (11,932 годину). Ексцентрицитет орбите астероида износи 0,139.
Апсолутна магнитуда астероида износи 8,19 а геометријски албедо 0,047.
Астероид је откривен 17. октобра 1906. године.